# Punzón (tipografía)

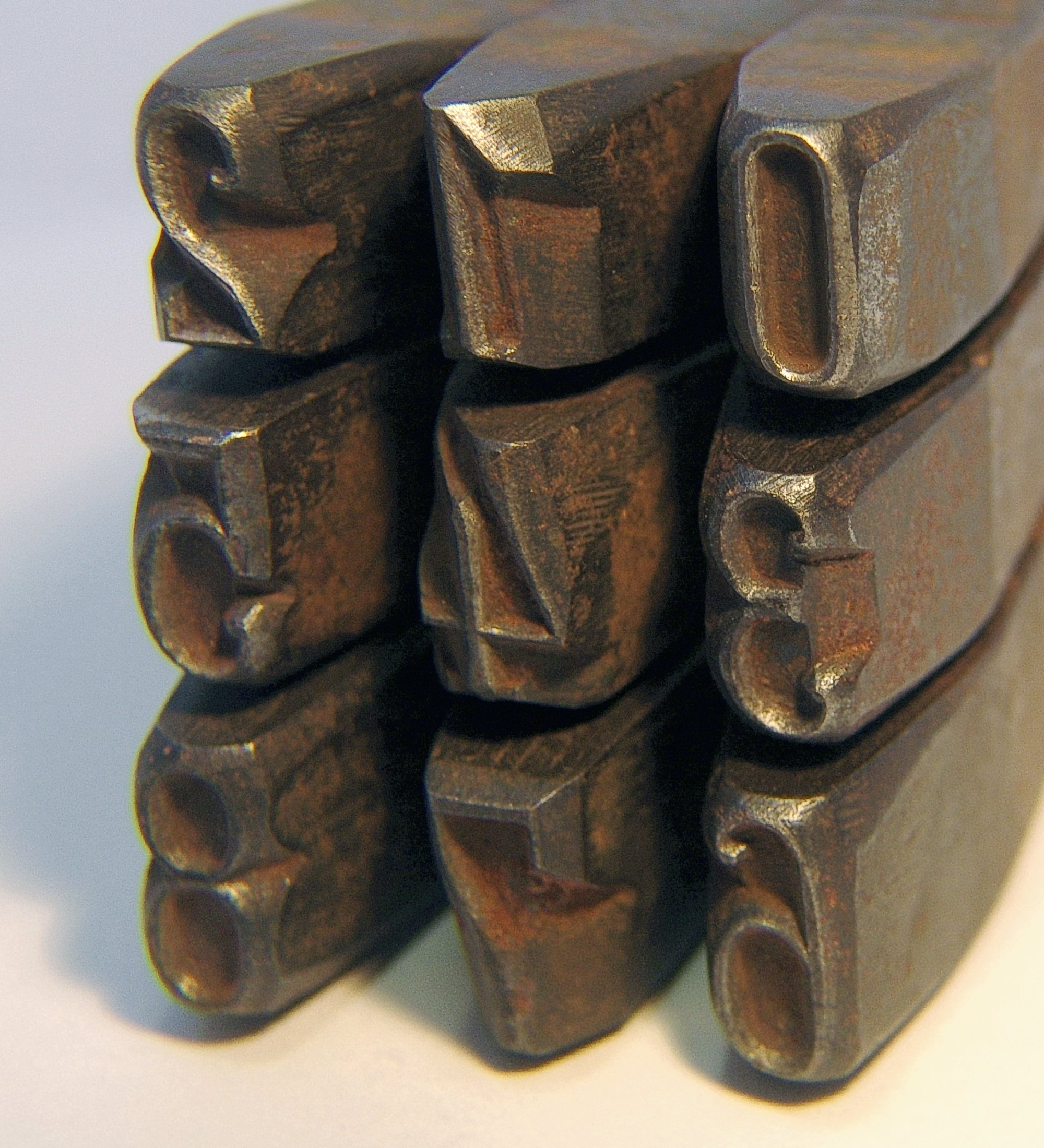
juego de punzones de cifras (el 6 sirve igualmente como 9)

En tipografía, un punzón es una pieza de metal duro (generalmente, de acero) tallado en cuya superficie aparece en relieve la forma de una letra. Visto de frente, el dibujo de la letra en el punzón aparece de manera reflejada respecto al resultado final impreso. La fabricación de punzones era la primera etapa en el proceso físico de impresión en una imprenta tradicional.

## Utilización

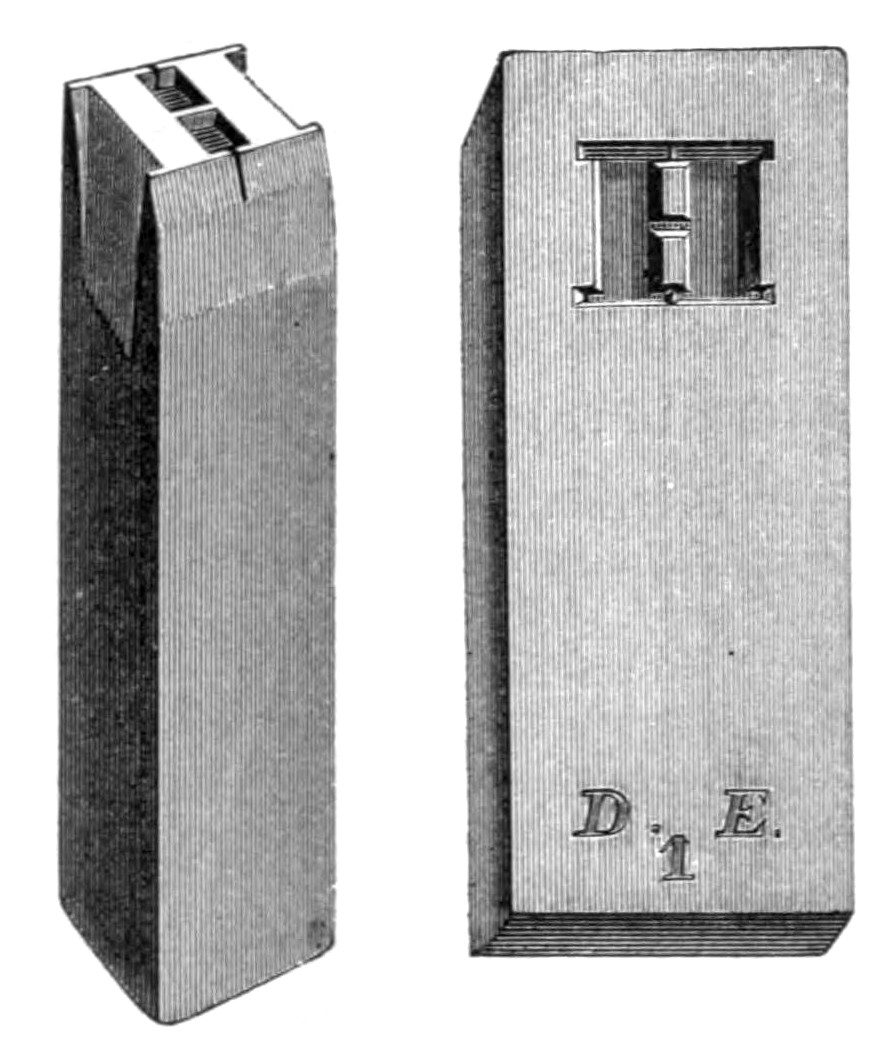
Punzón (a la izquierda) y matriz (a la derecha).

Los punzones se utilizaban para estampar, mediante presión, la forma de la letra sobre otro bloque metálico llamado matriz (generalmente, hecho de cobre o de bronce), dejando así una imagen en hueco de la letra. La matriz se colocaba en un molde de acero o cobre y madera que se rellenaba con una aleación de plomo y antimonio, a veces junto con estaño y cobre, para obtener así un carácter en relieve, idéntico al del punzón original. De esta manera, se podían conseguir varias copias de una letra en forma de tipos móviles, que eran empleados para la composición manual de textos en las imprentas tipográficas.

## Grabador de punzones
Grabador de punzones (o abridor de punzones) es el nombre del antiguo oficio que consistía en tallar la forma de las letras de imprenta en la superficie de los punzones.
Los primeros tipógrafos debían dibujar ellos mismos el diseño de las letras, grabar los punzones, realizar las matrices, fundir los caracteres y corregir las imperfecciones que hubieran quedado en los tipos móviles, todo ello antes de poder componer los textos para su impresión. El grabado de punzones estaba considerado como las más difícil de estas etapas, y es por ello que la mayoría de los diseñadores de tipos de letra de la historia confiaron esta tarea a los grabadores.
Los grabadores de punzones eran artesanos con una alta habilidad técnica y mucha experiencia, ya que su profesión requería largos años de preparación. Debido al grado de precisión necesario, el grabado solía realizarse con la ayuda de una lupa. La venta de punzones y matrices se convirtió en un negocio floreciente a finales de la Edad Media y durante el Renacimiento. Sin embargo, los grabadores de punzones no tenían derechos sobre los mismos, ya que éstos eran la propiedad de las casas de fundición y los impresores. En 2009, sólo quedaba en Europa un grabador y fundidor de punzones, que trabajaba para la Imprenta Nacional francesa.

## Proceso de grabado

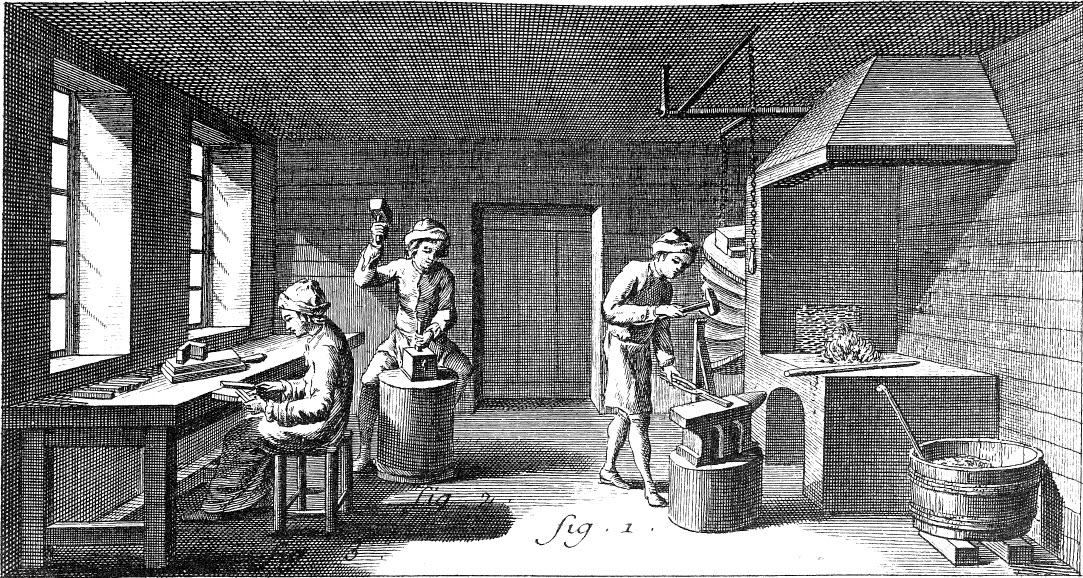
Forja y tallado de punzones.

El grabador de punzones comenzaba a trazar la forma de la letra a punta seca sobre la superficie plana del punzón, previamente revenido. Luego, con la ayuda de una lima, vaciaba los contornos exteriores de las letras. Como el punzón es un objeto en volumen, el ángulo de incidencia en los contornos del dibujo de la letra era extremadamente importante. Los blancos interiores (espacios en el interior de letras como p, b, q, etc, o entre las astas de la m y la n) eran grabados en general mediante un contrapunzón. El grabador de punzones podía controlar la evolución del proceso en todo momento, mediante impresiones de prueba, ahumando el extremo del punzón con una lámpara. Una vez que el punzón estuviera grabado y pulido, era templado (calentado intensamente y luego sumergido en una materia fría como agua, aceite o en ocasiones materia orgánica) hasta que alcanzara la dureza necesaria para poder acuñar las matrices. Si el proceso de temple era inadecuado el punzón podía retorcerse o quebrarse, o por el contrario quedar blando; también podía oxidarse.

## Contrapunzones

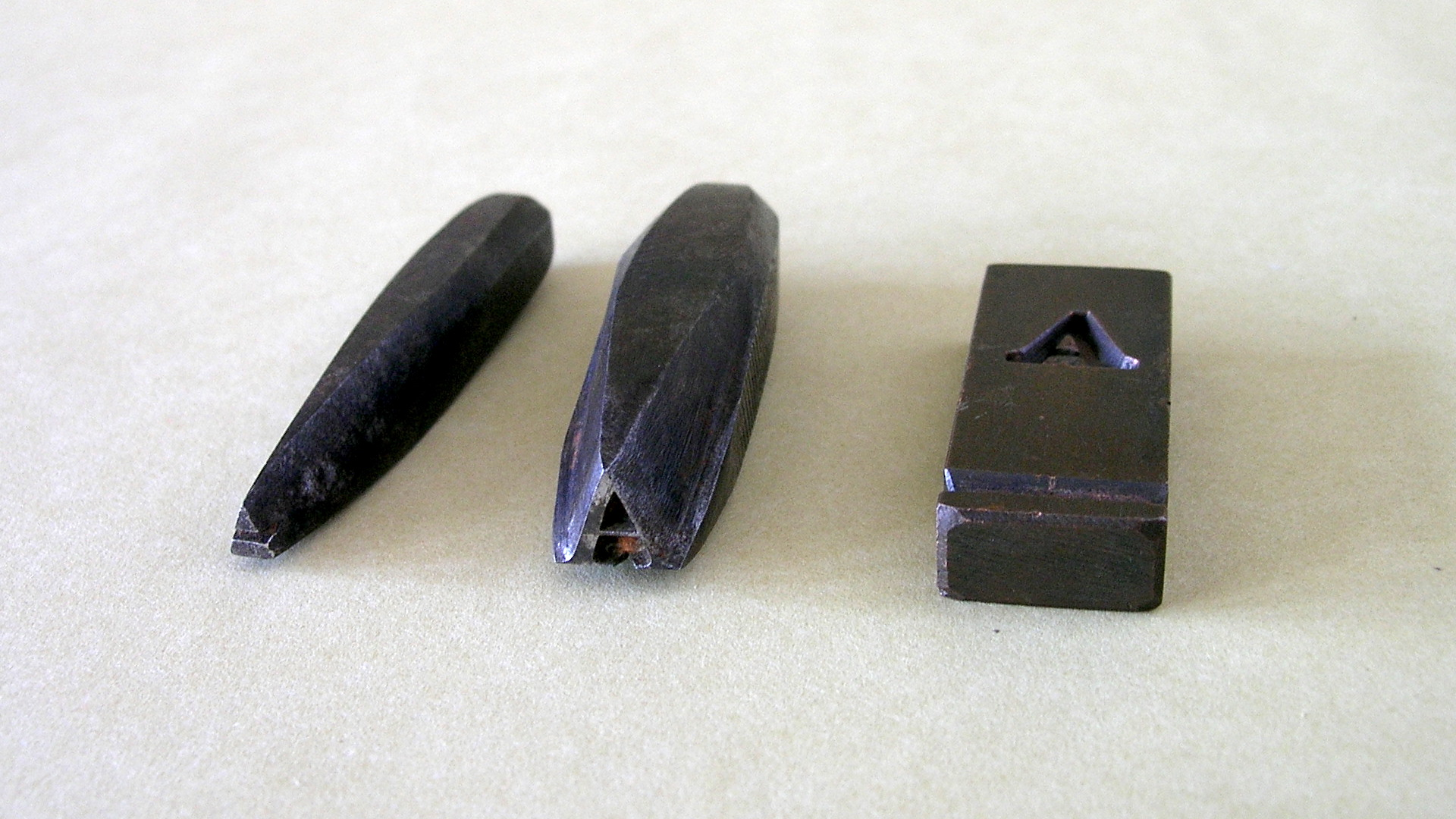
De izquierda a derecha, contrapunzón, punzón y matriz en la que se funden los tipos de letra.

En ocasiones, para el grabado de los punzones, se utilizaban contrapunzones, un tipo de punzones que reproducían el blanco interior (espacio vacío en el interior de una letra) de determinados caracteres, y a veces también los espacios entre las descendentes (trazos verticales por debajo de la línea de base, en letras como la p y la q). Los contrapunzones servían así para grabar los punzones, mediante presión, de manera que las contraformas de letras similares fueran exactamente las mismas. De esta manera, se buscaba conseguir una mayor homogeneidad entre los tipos móviles de un cierto tipo de letra. 
También eran especialmente importantes para grabar cuerpos de letra de tamaño muy reducido, para los cuales hubiera sido difícil vaciar superficies tan pequeñas usando herramientas convencionales. Por extensión, a veces se llama contrapunzón a la contraforma o espacio vacío en el interior de las letras. Los contrapunzones debían estar realizados con una aleación de acero templada, más dura que la de los punzones.

## Mecanización del grabado de punzones
En 1884, el tipógrafo estadounidense Linn Boyd Benton inventó la punzonadora, un aparato que implicaba el uso del pantógrafo, lo cual supuso una simplificación considerable del proceso de grabado de punzones. La punzonadora permitía grabar el diseño de una letra a cualquier talla, pero también estirar o inclinar su forma, con un alto grado de precisión.